# Oprîșkî, Hlobîne
Oprîșkî (în ucraineană Опришки) este localitatea de reședință a comunei Oprîșkî din raionul Hlobîne, regiunea Poltava, Ucraina.

## Demografie
Componența lingvistică a localității Oprîșkî
     Ucraineană (97,89%)
     Rusă (1,99%)
     Alte limbi (0,12%)
Conform recensământului din 2001, majoritatea populației localității Oprîșkî era vorbitoare de ucraineană (97,89%), existând în minoritate și vorbitori de rusă (1,99%).